# Jorvas

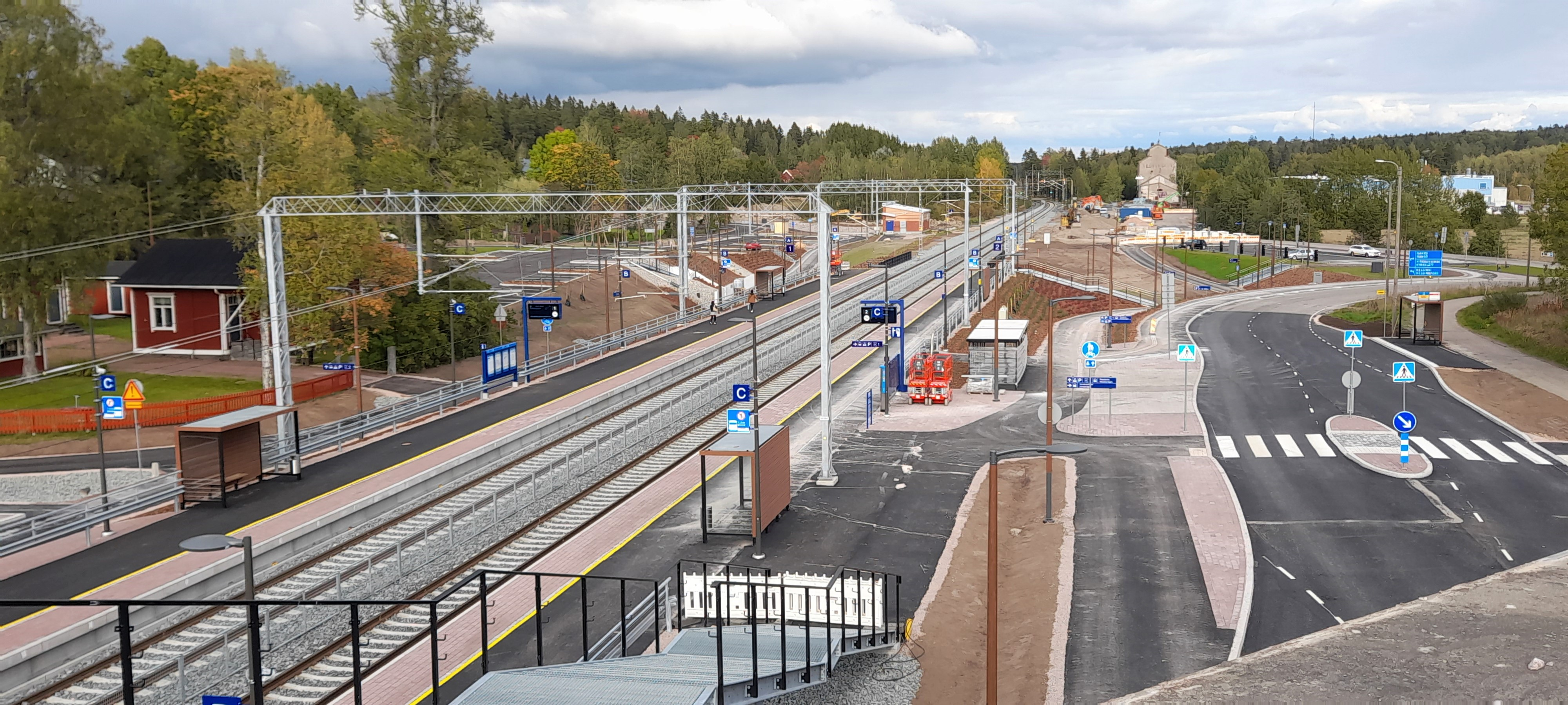
Jorvas station hösten 2021.

Jorvas är en by och kommundel i Kyrkslätt i det finländska landskapet Nyland. Jorvas ligger sydväst om Masaby, cirka 25 kilometer västerut från Helsingfors. Stamväg 51, tidigare Jorvasvägen, går genom byn. År 2011 fanns det 1 003 invånare i Jorvas. Tidigare har byn kallats till exempel Jårfbacka, Jorvebacka och Jorfvas.
I byn finns Ingavlsbys ridkola och flera dagis. I Jorvas finns också en järnvägsstation.